# Morimus ovalis
Morimus ovalis är en skalbaggsart som beskrevs av Stephan von Breuning 1943. Morimus ovalis ingår i släktet Morimus och familjen långhorningar.
Artens utbredningsområde är Myanmar. Inga underarter finns listade i Catalogue of Life.